# Экеблад, Клас Юханссон
Граф Клас Юханссон Экеблад (швед. Claes Johanson Ekeblad; 20 февраля 1669 — 23 февраля 1737) — шведский офицер, участник Великой Северной войны, генерал-майор. Отец Класа Экеблада младшего.

## Биография
Окончил Уппсальский университет.
С 1683 года волонтер в Лейб-гвардии пешем полку. В 1684 году произведен в чин подпрапорщика. В 1686 году переведен в Штадский гарнизонный полк в чине фенриха.
В период войны Аугсбургской лиги, его полк входил в состав вспомогательного корпуса на нидерландской службе. В 1691 году произведен в чин капитана Штадского гарнизонного полка и назначен командиром сводной гренадерской роты. В 1693—1694 годах воевал во Фландрии.
С февраля 1697 года переведен в Мальмёский гарнизонный полк.
С 19 июля 1700 года подполковник Сёдерманландского третьеочередного пехотного полка. Участвовал в Спилсвском сражении в 1701 году. Комендант Биржая в Литве с декабря 1701 года. Взял со своим полком Вильно, разбив сторонников Вишневецкого. Дрался под Клишовым 9 июля 1702 года. Комендант Люблина с 1703 года.
В качестве волонтера лейб-гвардии принял участие в бою при Пултуске и осаде Торна. В декабре 1704 года произведен в чин полковника. Назначен командиром немецкого вербованного полка. Полк получил название Эльбингского гарнизонного, а Экеблад должность коменданта Эльбинга.
27 апреля 1710 года назначен командиром Уппландского пехотного полка. 11 ноября 1710 года произведен в звание генерал-майора с назначением шефом Эльбингского гарнизонного полка.
Получил титул барона 22 мая 1711 года, графское достоинство с 31 декабря 1719 года.
В битве при Гадебуше 9 декабря 1712 года командовал пехотной бригадой. Вице-губернатор Померании.
Со 2 января 1714 года ландсхёвдинг Нёрке-Вермланда. Оборонял границу провинции Вермланд от датско-норвежских войск. Одержал победу у редута Эда в 1718 году.